# NGC 3290
NGC 3290 est une lointaine et vaste galaxie spirale intermédiaire relativement éloignée et située dans la constellation de l'Hydre. NGC 3290 a été découverte par l'astronome américain Francis Leavenworth en 1886.

## Caractéristiques
Sa vitesse par rapport par rapport au fond diffus cosmologique est de 10 937 ± 27 km/s, ce qui correspond à une distance de Hubble de 161,3 ± 11,3 Mpc (∼526 millions d'al).
La classe de luminosité de NGC 3280 est II-III et elle présente une large raie HI. Elle renferme également des régions d'hydrogène ionisé.